# マック・ミラー
マック・ミラー（Mac Miller、本名: Malcolm McCormick、1992年1月19日 - 2018年9月7日）は、アメリカ合衆国ペンシルベニア州ピッツバーグ出身のラッパー、歌手、ソングライター、音楽プロデューサー。
2007年、15歳の時にキャリアをスタートさせ、2010年にインディー・レーベルRostrum Recordsと契約を結ぶ。ミックステープ『K.I.D.S.』（2010年）と『Best Day Ever』（2011年）でブレイクし、デビュー・アルバム『Blue Slide Park』（2011年）は、1995年以来となるインディー・レーベルからのデビュー・アルバム全米1位を獲得した。2作目のスタジオ・アルバム『Watching Movies with the Sound Off』（2013年）の後、メジャー・レーベルのワーナー・ブラザース・レコードに移籍。3作目のアルバム『GO:OD AM』（2015年）、4作目『The Divine Feminine』（2016年）、5作目『Swimming』（2018年）をリリース。
2018年9月7日、自宅での薬物過剰摂取により26歳の若さで亡くなる。彼の死後、5作目『Swimming』は第61回グラミー賞の最優秀ラップ・アルバム賞にノミネートされた。2020年には6作目のアルバム『Circles』が発表された。

## 来歴

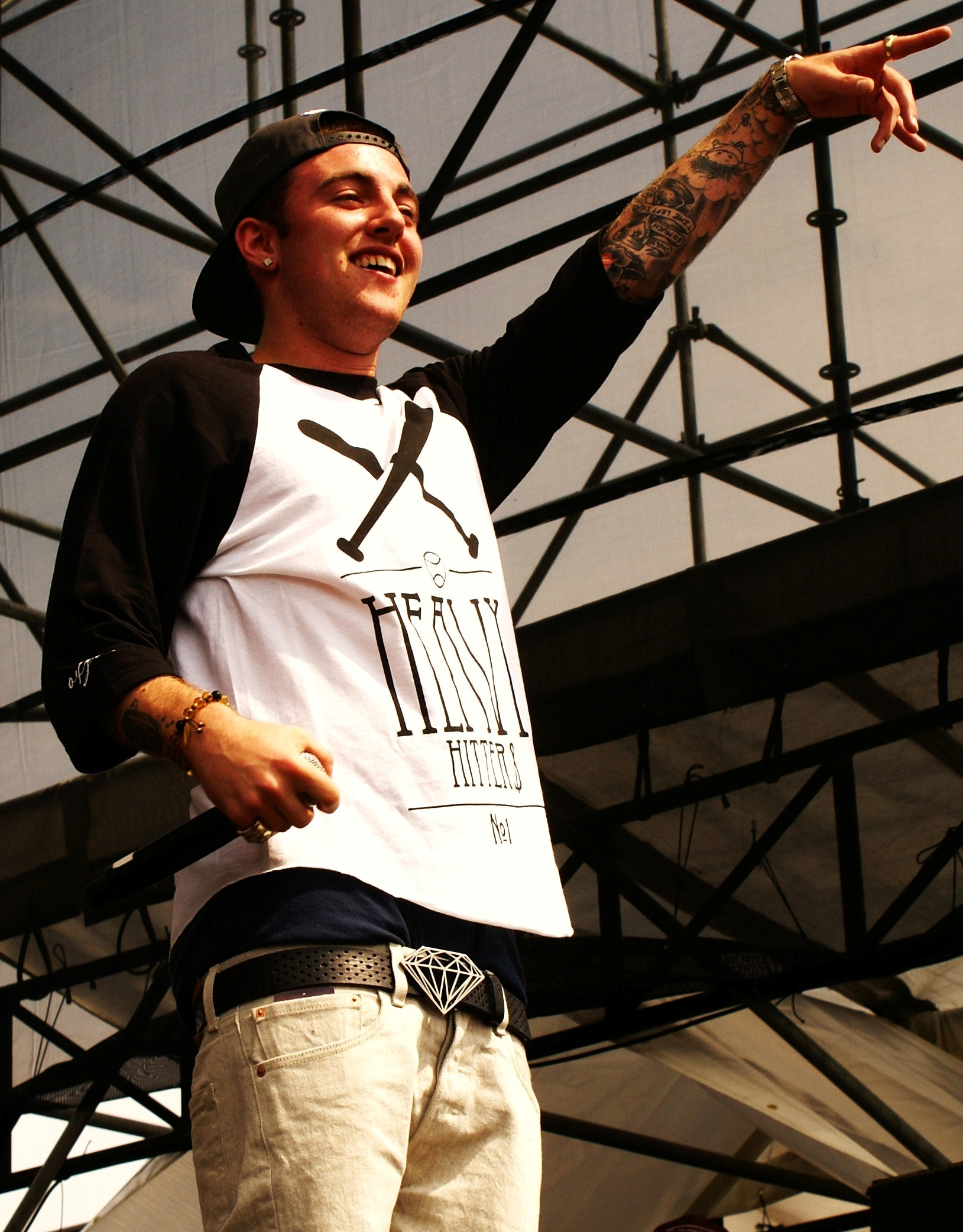
Governors Ballに出演するMac Miller（2011年）

1992年1月19日、マック・ミラーことマルコム・マックコーミックはペンシルベニア州ピッツバーグに生まれる。15歳のときからミックステープを作り、リリースしてきた。サウンド的には、当時のメインストリームミュージック寄りではなく、特に1990年代のスタイルからの影響が色濃く見られた。
2010年リリースのミックステープ「K.I.D.S」がシーンで大きく注目され、直後に大手ヒップホップ雑誌「XXL」の新人コーナーでの特集記事に掲載された。
2011年11月8日、インディーズレーベルのロストラム・レコードから、アルバム『Blue Slide Park』でデビューを飾り、これが全米ビルボード200にて初登場1位を記録する大ヒットを記録した。
2012年2月に、ファレル・ウィリアムスとの共作でEP『Pink Slime』を制作しているとの発表があり、8月までに少なくとも10曲は完成していたというが、このプロジェクトは数年の制作にもかかわらずリリースされなかった。
2013年3月、フィーチャリングとして参加したアリアナ・グランデの「The Way」が、全米ビルボードホット100にて9位を記録するヒットとなり、この曲でヒップホップを聴かない人達にも、マック・ミラーの知名度が広がる事になった。
2013年6月18日に2作目のアルバム『Watching Movies with the Sound Off』をリリース。全米ビルボード200初登場3位を記録。
2015年9月18日、3作目のアルバム『GO:OD AM』をリリース。全米初登場4位を記録する。
2016年9月16日、4作目のアルバム『The Divine Feminine』をリリース。全米初登場2位を記録した。
2018年8月3日、5作目のアルバム『Swimming』をリリース。全米初登場3位を記録する。9月7日、自宅での薬物過剰摂取により26歳の若さで亡くなる。
2019年、アルバム『Swimming』が第61回グラミー賞の最優秀ラップ・アルバム賞にノミネートされた。
2020年1月17日、6作目のアルバム『Circles』がリリースされ、全米初登場3位を記録した。

## 音楽性

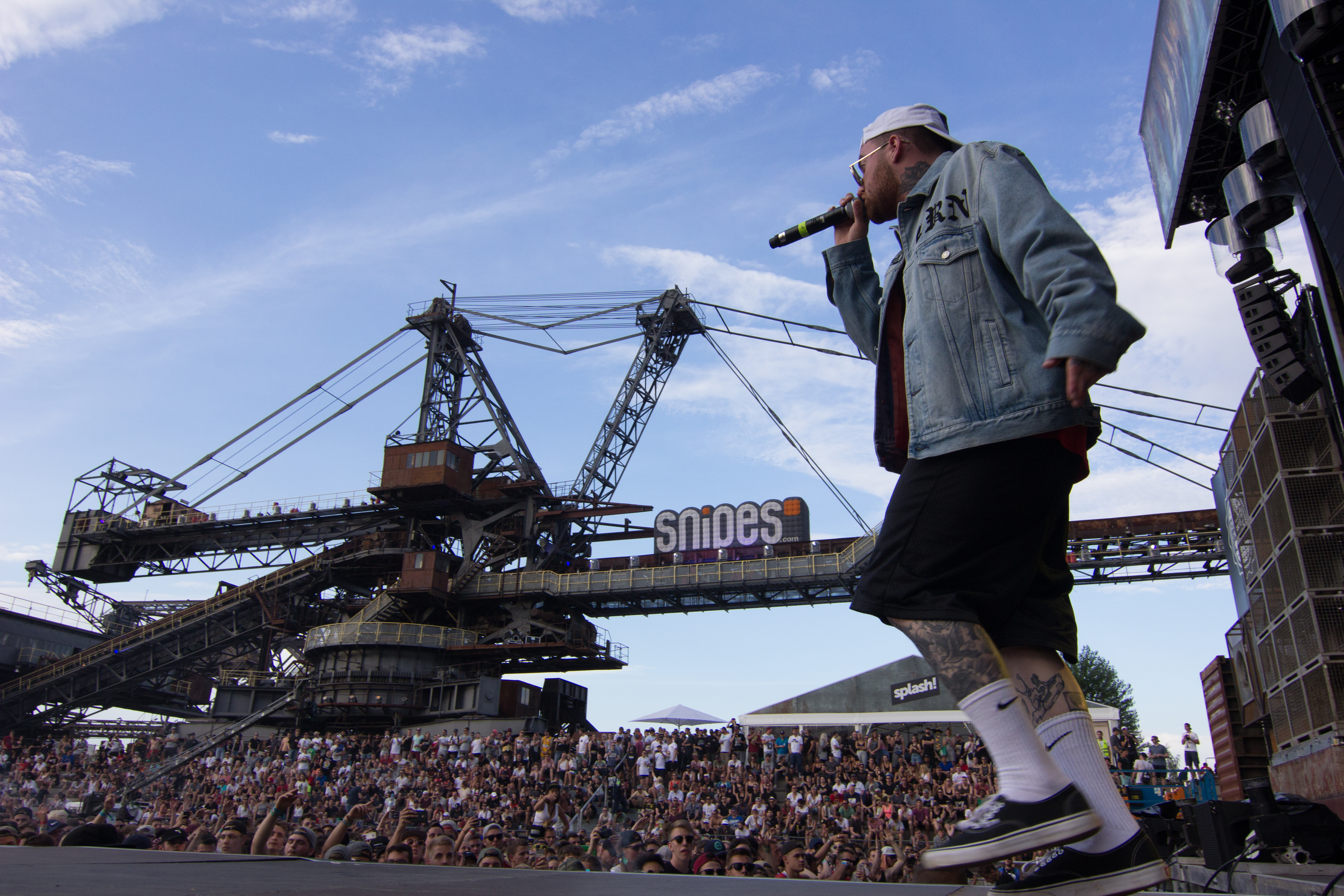
Splash!に出演するMac Miller（2017年）

キャリア初期にはパーティに参加したり、マリファナを吸ったり、名声や金、女性を欲しがったりする歌詞で、「フラット・ラップ」として広く評価された。2作目のアルバム『Watching Movies with the Sound Off』以降はより表現力豊かで実験的なアプローチを採用している。

### 影響を受けたアーティスト
マック・ミラーはビッグL、ローリン・ヒル、ビースティ・ボーイズ、アウトキャスト、ア・トライブ・コールド・クエストなどを影響を受けたアーティストとして挙げている。地元ピッツバーグのラッパー仲間であるウィズ・カリファとは親密な関係を築いており「これまでの音楽活動では兄貴分的存在だった。俺たちの関係は音楽を超えたものだ。」と述べている。また、エミネムにも影響を受けており「15歳か16歳の頃まではエミネムの天才性を理解していなかったんだ」と述べている。

## 人物

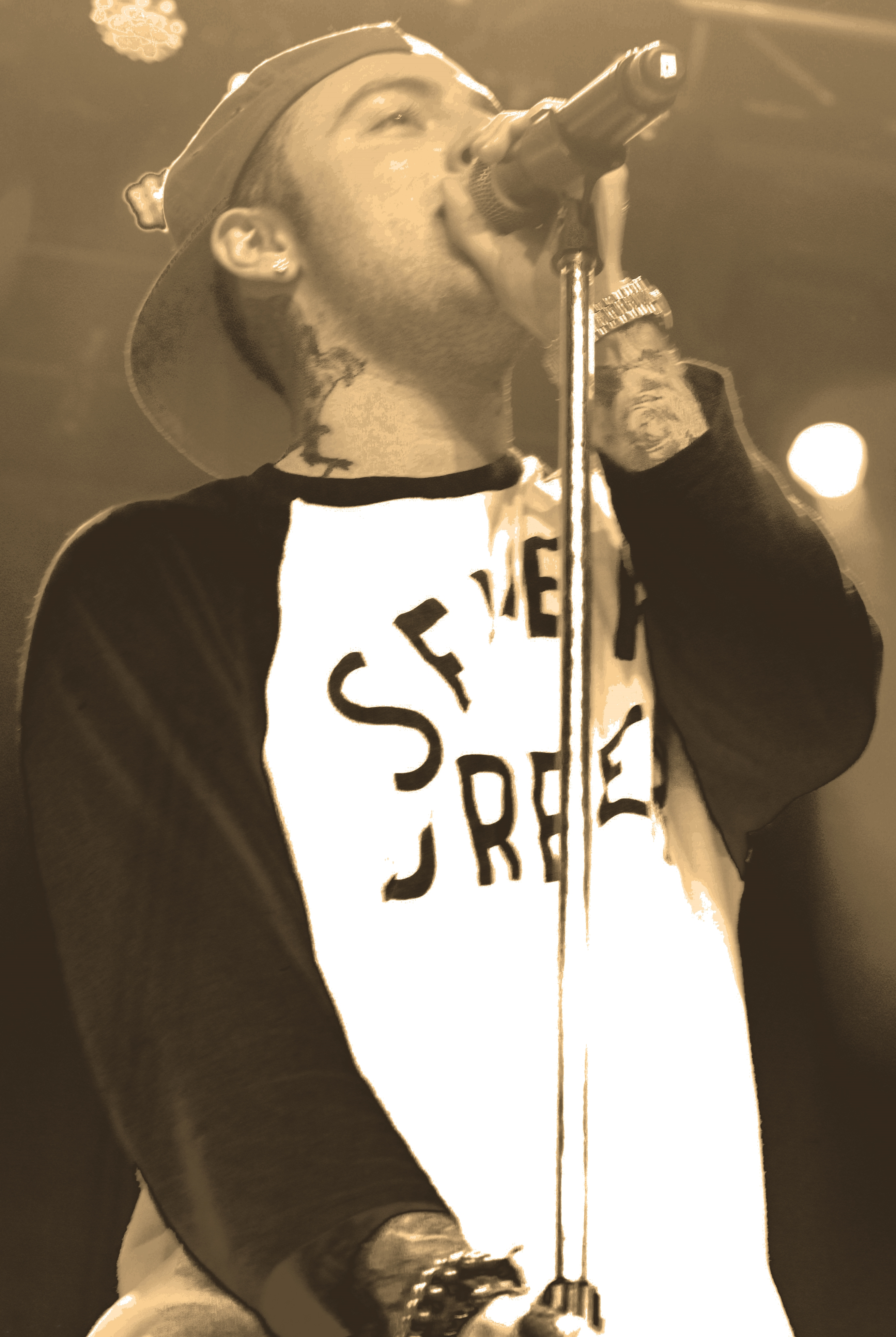
ライブでのMac Miller（2013年）

### 交際
マック・ミラーは中学時代に知り合ったライターのノミ・レジャーと2016年までの7年間、付き合ったり別れたりを繰り返していた。ミックステープ『Macadelic』に収録されている曲の多くは2人の関係についてのものであった。
2016年8月から2018年5月までは歌手のアリアナ・グランデと交際していた。

### 薬物依存
マック・ミラーは、薬物乱用やうつ病との闘いについて率直に語った。2012年のツアー中にストレスを軽減するためプロメタジンを服用し始め、後にリーン中毒になったとインタビューで述べている。2014年、ミラーは毎日のように薬物を服用しており、ミックステープ『Faces』の最後の曲「グランド・フィナーレ」は「最後に作った曲になるはずだった」と感じていたという。

### 死因
2018年9月7日、マック・ミラーはスタジオシティの自宅で個人秘書により反応がない状態で発見される。救急隊員が到着するまで心肺蘇生を行ったが、午前11時51分に現場で死亡を宣告された。その日はビデオ撮影を予定しており、10月にはツアーに乗り出す予定であった。マック・ミラーは遺言で、父母、兄弟を相続人に指名した。彼は故郷ピッツバーグのホームウッド墓地にユダヤ人葬で埋葬された。2018年11月5日、ロサンゼルス郡検視官事務所は死因を、フェンタニル、コカイン、アルコールの「混合薬物毒性」による偶然の薬物過剰摂取によるものと断定した。
2018年9月11日、数千人のファンがデビューアルバムのタイトルの由来となったピッツバーグのブルースライド・パークで慰霊祭を開催した。2018年10月31日、ロサンゼルスでトリビュートコンサート「A Celebration of Life」が開催された。集まった収益は、青少年の芸術やコミュニティ構築プログラムを支援することを目的とした、マック・ミラー・サークルズ・ファンドに寄付された。この慈善団体は2019年1月までに70万ドル以上を集めた。

## ディスコグラフィ

### アルバム
| 2011                                      | Blue Slide Park                    | - 発売日: 2011年11月8日 - レーベル: Rostrum - フォーマット: CD, LP, digital download - 全米売上: 38万枚                 | 1 | 185 | 8 | 40 | 175 | —  | 143 | - CAN: ゴールド |
| 2013                                      | Watching Movies with the Sound Off | - 発売日: 2013年6月18日 - レーベル: Rostrum - フォーマット: CD, LP, digital download - 全米売上: 25万枚                 | 3 | 82  | 4 | —  | —   | 36 | 56  |                 |
| 2015                                      | GO:OD AM                           | - 発売日: 2015年9月18日 - レーベル: Warner Bros., REMember - フォーマット: CD, LP, digital download - 全米売上: 10万枚  | 4 | 74  | 7 | —  | 117 | 29 | 76  |                 |
| 2016                                      | The Divine Feminine                | - 発売日: 2016年9月16日 - レーベル: Warner Bros., REMember - フォーマット: CD, LP, digital download - 全米売上: 3.2万枚 | 2 | 38  | 6 | —  | 64  | 17 | 59  |                 |
| 2018                                      | Swimming                           | - 発売日: 2018年8月3日 - レーベル: Warner Bros., REMember - フォーマット: CD, LP, digital download - 全米売上：3万枚    | 3 | 32  | 4 | -  | -   | 13 | 37  |                 |
| 2020                                      | Circles                            | - 発売日: 2020年1月17日 - レーベル: Warner - フォーマット: CD, LP, digital download - 全米売上：6.1万枚                 | 3 | 4   | 3 | 10 | 37  | 3  | 8   |                 |
| 2025                                      | Balloonerism                       | - 公開日: 2025年1月17日 - レーベル: Warner - フォーマット: CD、LP、デジタルダウンロード                                 | 3 | 1   | 5 | 10 | -   | 3  | 16  |                 |
| "—"は未発売またはチャート圏外を意味する。 |                                    | |   |     |   |    |     |    |     |                 |

### EPs
- On and On and Beyond (2011年)
- You (2012年)

### ミックステープ
- But My Mackin' Ain't Easy (2007年)
- The Jukebox: Prelude to Class Clown (2009年)
- The High Life (2009年)
- K.I.D.S (Kickin' Incredibly Dope Shit) (2010年)
- Best Day Ever (2011年)
- I Love Life, Thank You (2011年)
- Macadelic (2012年)
- Run-On Sentences: Vol. 1 (2013年)
- Stolen Youth (2013年)
- Delusional Thomas (2013年)
- Faces (2014年)
- Run-On Sentences: Vol. 2 (2015年)